# Евтихиев, Иван Иванович
Иван Иванович Евтихиев (9 октября 1887, Москва — 29 декабря 1971, там же) — российский учёный-правовед, доктор юридических наук, профессор, специалист по государственному, административному, земельному и финансовому праву, в разные годы профессор Харьковского университета, Московского государственного университета, Белорусской государственной сельскохозяйственной академии, Московского межевого института.

## Биография
Иван Иванович Евтихиев родился 9 октября 1887 года в Москве в дворянской семье.
- 1905 год — 1908 год — учёба на архитектурном отделении Петербургского института гражданских инженеров.
- 1908 год — 1912 год — учёба на юридическом факультете Императорского Московского университета.
- 1914 год — научная командировка во Францию, Швейцарию, Англию и Швецию.
- 1916 год — защита магистерской диссертации по коммунальному управлению и политэкономии под руководством профессора А. И. Елистратова.
- 1916 год — 1918 год — приват-доцент кафедры полицейского права Императорского Московского университета.
- 1918 год — 1923 год — профессор Саратовского университета.
- 1923 год — 1928 год — работа в Академии коммунального хозяйства при Совнаркоме РСФСР, Московском межевом институте, затем в Харьковском университете.
- 1928 год — 1929 год — преподаватель Белорусской государственной сельскохозяйственной академии.
- 1930 год — 1938 год — профессор Московского архитектурного института.
- 1938 год — в квартире И. И. Евтихиева проведен обыск, после чего профессор покинул Москву.
- 1938 год — 1943 год — в разное время живет и работает в Минске, Ташкенте. Свердловске. Занимается вопросами проектировки и застройки городов.
- 1943 год — 1945 год — профессор административного и финансового права Московского государственного университета.
- 1945 год — 1958 год — заведующий кафедрой административного и финансового права МГУ.
- 1948 год — защита диссертации на соискание учёной степени доктора юридических наук на тему «Виды и формы административной деятельности»[2].
- 1958 год — 1962 год — профессор кафедры административного и финансового права МГУ.
- С 1962 года — на пенсии.

Умер 29 декабря 1971 года в Москве.

## Семья
Семья И. И. Евтихиева принадлежала к московскому дворянскому роду, известному с XVII века.
- Отец — Иван Дмитриевич Евтихиев — чиновник в учреждениях общественного призрения.

## Основные публикации

### Монографии, учебные пособия
- Евтихиев И. И. Ответственность должностных лиц / ред. Я. Д. Маковский. — М., 1917. — 30 с.
- Евтихиев И. И. Земельное право. — Петроград: Тип. Коминтерна, 1923. — 186 с.
- Евтихиев И. И. Доктрина ОГПУ об административной юстиции (1925-1926).
- Евтихиев И. И. Основы советского административного права. — Харьков, 1925.
- Евтихиев И. И., Тимяков С. А. Законодательство о городских землях: сборник узаконений, инструкций, циркуляров и разъяснений ведомств с объяснениями и замечаниями. — М.: Изд. НКЮ РСФСР, 1926. — 352 с.
- Евтихиев И. И. К учению о едином государственном земельном фонде. — Горки, 1928. — 14 с.
- Евтихиев И. И. Основные черты земельного законодательства (1923-1928 гг.). — М., 1928. — 43 с.
- Евтихиев И. И. О субъекте права трудового пользования. — Горки, 1928. — 17 с.
- Евтихиев И. И. Регулирование земельных отношений в городах. — Горки, 1929. — 14 с.
- Евтихиев И. И. Земельное право. — Москва; Ленинград: Новая деревня, 1929. — 437 с.
- Евтихиев И. И. Технико-экономические расчеты при планировке городов. — Москва; Ленинград, 1936. — 100 с.
- Евтихиев И. И. Застройка городов / ред. Б. А. Коршунов. — Ташкент: Узбекское гос. изд., 1941. — 90 с.
- Власов В. А., Евтихиев И. И. Административное право СССР: учебник для юридических институтов и факультетов. — М.: Юридическое издательство, 1946. — 431 с.
- Коллектив авторов. История государства и права СССР. История советского государства и права. Учебник / ред. А. И. Денисов. — М.: Юрид. изд-во МЮ СССР, 1948. — 239 с.
- Коллектив авторов. Очерки по истории органов советской государственной власти. — М.: Госюриздат, 1949. — 359 с.
- Коллектив авторов. История советского государства и права. Учебник / ред. А. И. Денисов, Б. П. Кравцов, М. И. Эйшискин. — М.: Госюриздат, 1949. — 567 с.
- Евтихиев И. И. Управление в области планировки и застройки городов: лекция. — М.: Госюриздат, 1958. — 27 с.

### Статьи
- Евтихиев И. И. Доктрина Ориу об административной юстиции // Юридический вестник. Издание Московского юридического общества. — 1916. — № 14 (2). — С. 74—83.
- Евтихиев И. И. Начало самоуправления и закон об обеспечении рабочих на случай болезни // Вопросы административного права. Кн. 1. — 1916. — С. 60—75.
- Евтихиев И. И. Теория публично-вещного права // Вопросы административного права. Кн. 1. — 1916. — С. 144—151.
- Евтихиев И. И. Институт государственной службы в советском административном праве // Научная сессия, посвященная 20-летию существования Всесоюзного института юридических наук (1925 −1945). Тезисы докладов. — 1946. — С. 17—18.
- Евтихиев И. И. Вопросы советского административного и финансового права. — М.: Изд-во АН СССР, 1952. — 214 с. (Рецензия) // Советское государство и право : научный журнал. — 1953. — № 5. — С. 157—163.
- Евтихиев И. И. Особенности государственного управления в области народного хозяйства // Тезисы докладов юридического факультета. Юбилейная научная сессия, посвященная 200-летию университета, 9 — 13 мая 1955 года. — 1955. — № 5. — С. 18—19.